# КТМ
«КТМ» (Кабельне Телебачення Міста) — колишній київський телеканал.

## Історія
Наприкінці 1997 року вирішили об'єднатися мережі, побудовані за участю компанії «Київтелемонтаж», а саме — телекомпанія «Троєщина» з Ватутінського району, ТРК «Екран-КТВ» («Добба») з Жовтневого району, телекомпанія «Солом'янка» із Залізничного та ряд інших менш відомих компаній. Об'єднання цих мереж за допомогою системи МІТРІС в одну міжрайонну мережу відбулося у грудні 1997 року і перед Новим роком, 22 грудня, телеглядачі цих мереж побачили на екранах новий телеканал — «КТМ».
Від самого початку канал «КТМ» запустився зі студії на Троєщині, потім якийсь час мовив зі студії у Солом'янському районі та, нарешті, з 25 грудня 1998 року почав мовлення з нового апаратно-студійного комплексу на Печерську, у районі площі Лесі Українки, який одразу обладнався з розрахунку на загальноміський, а не районний канал.
У творчому плані канал «КТМ» міг конкурувати з деякими етерними телеканалами. Тут виходили новини, в тому числі й від агентства «Експрес-Інформ», різні авторські програми власного виробництва та виробництва інших студій і, зрозуміло, фільми.
У першій половині 2000-х років привабливість каналу поступово знижувалася, він все більше програвав своїм конкурентам з етерних і супутникових сфер. У той час, як в етерні канали вкладалися великі інвестиції, вони розвивали мережі, розгортаючи їх по Україні, а неуспішні проєкти модернізувалися та переформатувалися, «КТМ» був затиснутий в рамках однієї кабельної мережі, яка, попри свої значні розміри, не покривала весь Київ.
За своїм наповненням канал «КТМ» того періоду нічим кардинальним не відрізнявся та не виділявся. В його етері транслювалися фільми, серіали, розважальні програми, музика. Однак, рейтинги «КТМ» були невисокими.
У результаті всередині 2004 року «КТМ» було продано.
Нові власники «КТМ» через новий менеджмент оголосили наміри провести повний рестарт каналу з кардинальною зміною концепції, бренду тощо. Втім, час рестарту кілька разів переносився і відкладався, оскільки в країні розпочалася президентська передвиборча кампанія, потім була Помаранчева революція, яка змінила й інформаційний простір. Та й нові власники довго не могли вирішити — яким має стати оновлений «КТМ».
Достовірно відомо тоді було лише одне — канал, який створювався на місці «КТМ», передбачалося розвивати і в етерному телебаченні. Телекомпанія «Київтелемонтаж» (юридична особа каналу «КТМ») навіть почала отримувати частоти у регіонах. Також було відомо, що генеральним продюсером каналу призначена Ганна Безлюдна, яка в минулому обіймала посаду керівника інформаційно-аналітичної служби телеканалу «Інтер». Однак, докладних коментарів про майбутнє телеканалів вона не давала, обмежуючись загальними фразами про те, що створюваний на базі «КТМ» проєкт буде інформаційно-публіцистичним з кардинальною відмінністю від інших каналів.
У травні 2005 року було офіційно оголошено про те, що з 20 червня на місці каналу «КТМ» запускається новий проєкт — канал «К1». На супутнику канал вже був присутній з осені 2004 року, ще як «КТМ».
20 червня «К1» з'явився в етері. За заявою керівництва, назву слід розшифровувати як «культ першості» або «перший конгеніальний», а сам канал орієнтував свої програми на думаючих людей і обіцяв стати зовсім несхожим на те телебачення, до якого звикли кияни.

## Логотипи
Телеканал змінив 2 логотипи.
| Логотип | Опис |
| ------- | --- |
|         | З 1997 до 1998 року логотипом було жовте коло, в яке були вписані літери «КТМ» білого кольору, причому на літері «М» зображені три дуги (кабелі). По суті це був трохи урізаний логотип АТ «Київтелемонтаж». Перебував у лівому нижньому кутку. |
|         | З 1998 до 2005 року логотипом був перевернутий шматок кіноплівки блакитного кольору із п'ятьма точками ліворуч і літерою «К». Перебував там само.                                                                                               |